# Kleinneuhausen

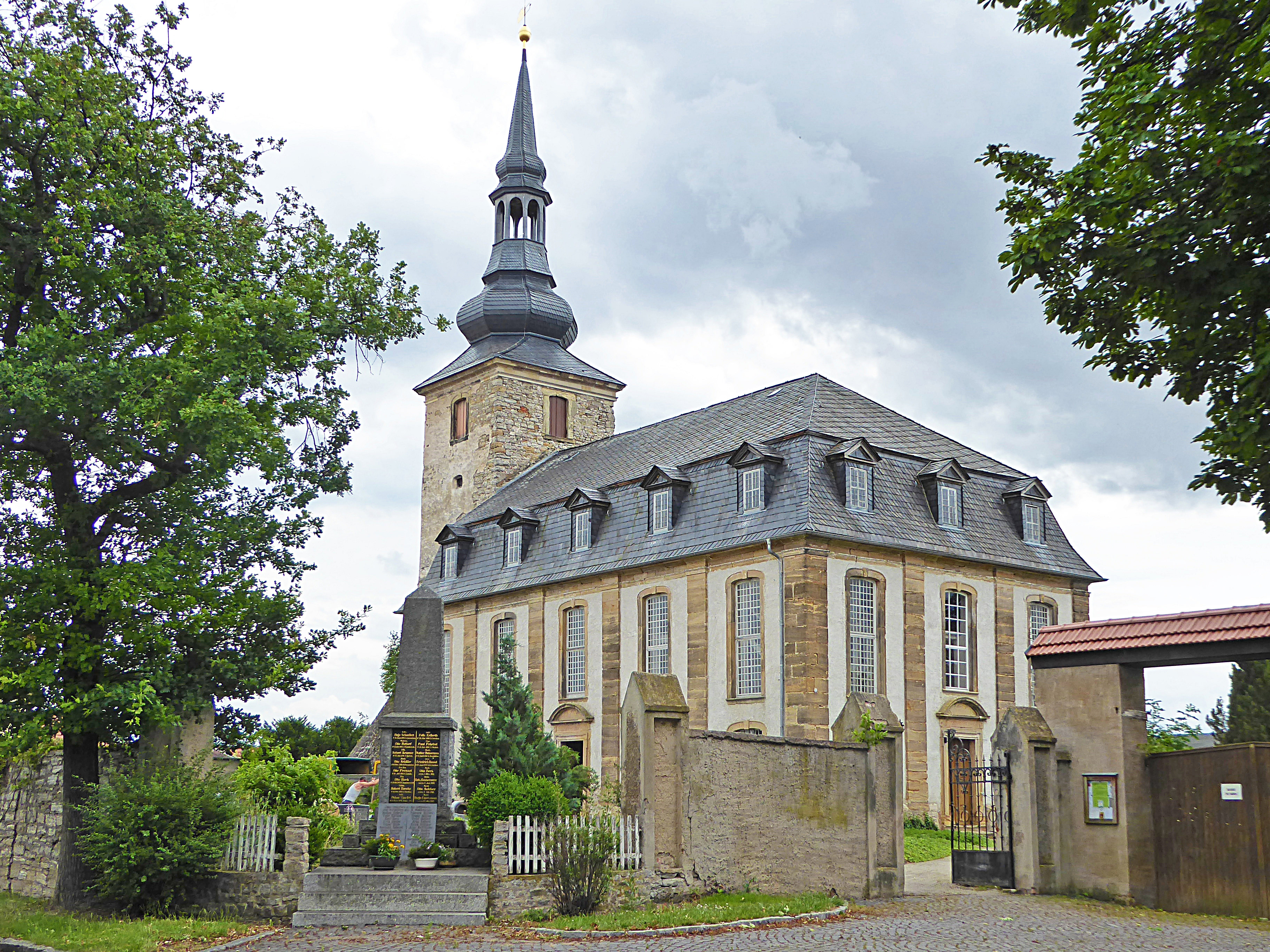
Dorfkirche

Kleinneuhausen ist eine Gemeinde im Landkreis Sömmerda in Thüringen. Die Gemeinde gehört der Verwaltungsgemeinschaft Kölleda an, die ihren Verwaltungssitz in der Stadt Kölleda hat.

## Geschichte
Erstmals wurde der Ort im Jahr 815 urkundlich erwähnt. Der Ort gehörte zu dem Teil der Grafschaft Beichlingen, der 1448 als Herrschaft Frohndorf an die Grafen Botho zu Stolberg und Heinrich von Schwarzburg kam und 1505 an Hans von Werthern verkauft wurde. 1613 kam es im Rahmen der „Thüringer Sintflut“ zu einer Überschwemmung des Ortes. Im Dreißigjährigen Krieg plünderten 1641 Truppen des Generals Ottavio Piccolomini das Dorf. 1739 konnte eine neue Kirche geweiht werden.
Nach den Befreiungskriegen gegen Napoleon kam Kleinneuhausen 1815 mit weiteren südlichen Orten des kursächsischen Amts Eckartsberga nach Entscheidung des Wiener Kongresses nicht zu Preußen, sondern zum Großherzogtum Sachsen-Weimar-Eisenach. Dieses gliederte den Ort 1817 dem Amt Buttstädt an, welches 1850 im Verwaltungsbezirk Apolda des Großherzogtums Sachsen-Weimar-Eisenach aufging. 1820 wütete eine schwere Feuersbrunst. 1838 wurde eine Freiwillige Feuerwehr gegründet. Im Revolutionsjahr 1848 bildete sich eine „Kommunalgarde“. 1871 konnte ein neues Rathaus eingeweiht werden. 1906 gründete sich ein Kriegerverein. 1909 erhielt Kleinneuhausen eine Telegraphenanstalt mit öffentlicher Fernsprechstelle, 1910 einen Wasserturm mit Wasserleitung zu den Gebäuden.
1920 kam Kleinneuhausen zum Land Thüringen. 1922 wurde das Denkmal für die im Ersten Weltkrieg gefallenen oder vermissten Soldaten des Ortes eingeweiht. Während des Zweiten Weltkrieges mussten über 60 Frauen und Männer aus Polen und Russland bei Bauern Zwangsarbeit verrichten. Eine Polin wurde Opfer der Zwangsarbeit. Im April 1945 wurde Kleinneuhausen von US-Truppen besetzt, denen Anfang Juli die Rote Armee folgte. Damit war der Ort Teil der SBZ und ab 1949 der DDR geworden. So machte er die entsprechenden gesellschaftlichen Veränderungen mit. Erst 1960 kam es zur Gründung von LPG des Typs I und III. Nach dem politischen Umbruch 1990 bildete sich aus der LPG die AGROS-Pflanzenproduktions-GmbH.

### Einwohnerzahlen
- 1933:   536 Einwohner
- 1939:   514 Einwohner
- 2007:   434 Einwohner
- 2012:   414 Einwohner
- 2015:   394 Einwohner
- 2021:   434 Einwohner

## Politik
Der Gemeinderat von Kleinneuhausen setzt sich aus sechs Mitgliedern der CDU zusammen (Stand: Kommunalwahl am 27. Juni 2004).
Der ehrenamtliche Bürgermeister Dietmar Köhler wurde am 26. Juni 2004 gewählt.

### Partnerschaft
Seit 1990 besteht eine Partnerschaft mit Hettenrodt in Rheinland-Pfalz.

## Sehenswürdigkeiten
- Evangelisch-lutherische Kirche St. Mauritius und Andreas von 1739. Zurzeit (2015) wird die Kirche saniert. Die 18 Tonnen schwere, stark geschädigte Turmhaube wurde 2007 abgehoben und 2011 vom Ingenieurbüro für Tragwerksplanung Dr.-Ing. Hans-Reinhard Hunger durch eine neue ersetzt.
- Kirchhof mit historischen Grabdenkmälern und Denkmal für die Gefallenen beider Weltkriege (Tafel mit den Namen von 30 Opfern des Zweiten Weltkriegs)
- Heimatstube (in Gemeindeverwaltung)
- Der Ortskern weist noch einen bäuerlich-ländlichen Charakter mit Gehöften in Fachwerk-Lehm-Bauweise auf, überwiegend restauriert.

## Verkehr
Der ehemalige Bahnhof und heutige Haltepunkt im benachbarten Großneuhausen liegt an der Bahnstrecke Straußfurt–Großheringen (Pfefferminzbahn). Zweistündlich verkehren Regionalbahnen der Linie EB 27 der Erfurter Bahn nach Sömmerda sowie Buttstädt.

## Vereine
- Die Schützen-Gesellschaft der SG 1848 Kleinneuhausen richtet das jährliche Schützenfest aus.

## Persönlichkeiten
- Heinrich Gottlieb von Kannewurf (* 10. September 1726 in Kleinneuhausen; † 25. Januar 1799 in Berlin), preußischer Berufsoffizier, Teilnehmer am Zweiten Schlesischen und am Siebenjährigen Krieg, Laufbahn bis Generalleutnant und Stellv. Generalinspekteur des preußischen Heeres; Träger des Ordens Pour le Mérite und des Roten Adlerordens
- Ulrich Köhler (* 6. November 1838 in Kleinneuhausen; † 21. Oktober 1903 in Berlin) war Altertumsforscher, zeitweise in Pisa, Rom und Athen, Professuren 1872 an der neugegründeten Universität Straßburg und 1886 an der Friedrich-Wilhelms-Universität Berlin